# Cymbachina albobrunnea
Cymbachina albobrunnea – gatunek pająka z rodziny ukośnikowatych, jedyny z monotypowego rodzaju Cymbachina. Występuje jedynie na Nowej Zelandii. Nie buduje sieci, sprawnie poluje na ziemi na owady.
Gatunek ten opisany został po raz pierwszy w 1893 roku przez Arthura Urquharta pod nazwą Xysticus albo-brunnea. W 1933 roku Elizabeth Bangs Bryant wydzieliła go do nowego, monotypowego rodzaju Cymbachina.